# Marie Laetitia Bonaparte-Wyse
Marie Laetitia Studolmina Wyse Rattazzi Bonaparte, conosciuta semplicemente come Marie Bonaparte-Wyse o Madame de Solms (Waterford, 25 aprile 1831 – Parigi, 2 febbraio 1902), è stata una scrittrice e nobile francese con cittadinanza inglese e italiana.

## Biografia

### Infanzia e periodo a Parigi
Marie Laetitia Bonaparte-Wyse nacque da Laetitia Bonaparte-Wyse, figlia del fratello di Napoleone Bonaparte, Luciano Bonaparte, e moglie di Lord Thomas Wyse, ambasciatore britannico. Il padre era in realtà il capitano britannico John Studholme Hodgson, ma venne mantenuto comunque il cognome Wyse per garantire la legittimità della discendenza e evitare di rovinare il buon nome della famiglia. D'altra parte Lord Thomas Wyse non riconobbe mai la paternità della bambina.
Bonaparte-Wyse crebbe in Inghilterra, compiendo diversi viaggi con la famiglia in Italia e Germania e in particolare passando le vacanze con i familiari a Wiesbaden e Baden-Baden. Ricevette una educazione di stampo classico, sviluppando un interesse verso l'arte e la letteratura e imparando il tedesco, l'inglese e il latino. Proseguì gli studi a Parigi, conseguendo il diploma di insegnante per le scuole primarie e secondarie.
Il 12 dicembre 1848 sposò il conte Frédéric Joseph de Solms, ma il matrimonio ebbe breve durata: i due si separarono anche se in maniera non ufficiale e de Solms si trasferì negli Stati Uniti. Nel frattempo ebbe un figlio dal marchese Alexis de Pomereu, di nome Alexis Napoléon Christian. Il salotto di Bonaparte-Wyse, considerato vivace e all'avanguardia, ospitò diversi intellettuali, scrittori e artisti di idee repubblicane e antinapoleoniche, come Eugène Sue, Alexandre Dumas, Eugène Scribe, Émile de Girardin e Jules Simon. La sua reputazione era tuttavia compromessa dal proprio comportamento, considerato eccentrico e insofferente ai protocolli di corte, dai suoi debiti e dall'ambiente lussuoso di cui si circondava, dalle sue origini straniere nonché da una presunta relazione con Napoleone III. A ciò si aggiunsero i rinnovati sentimenti antinapoleonici dopo il colpo di stato di Napoleone III.

### Esilio in Savoia

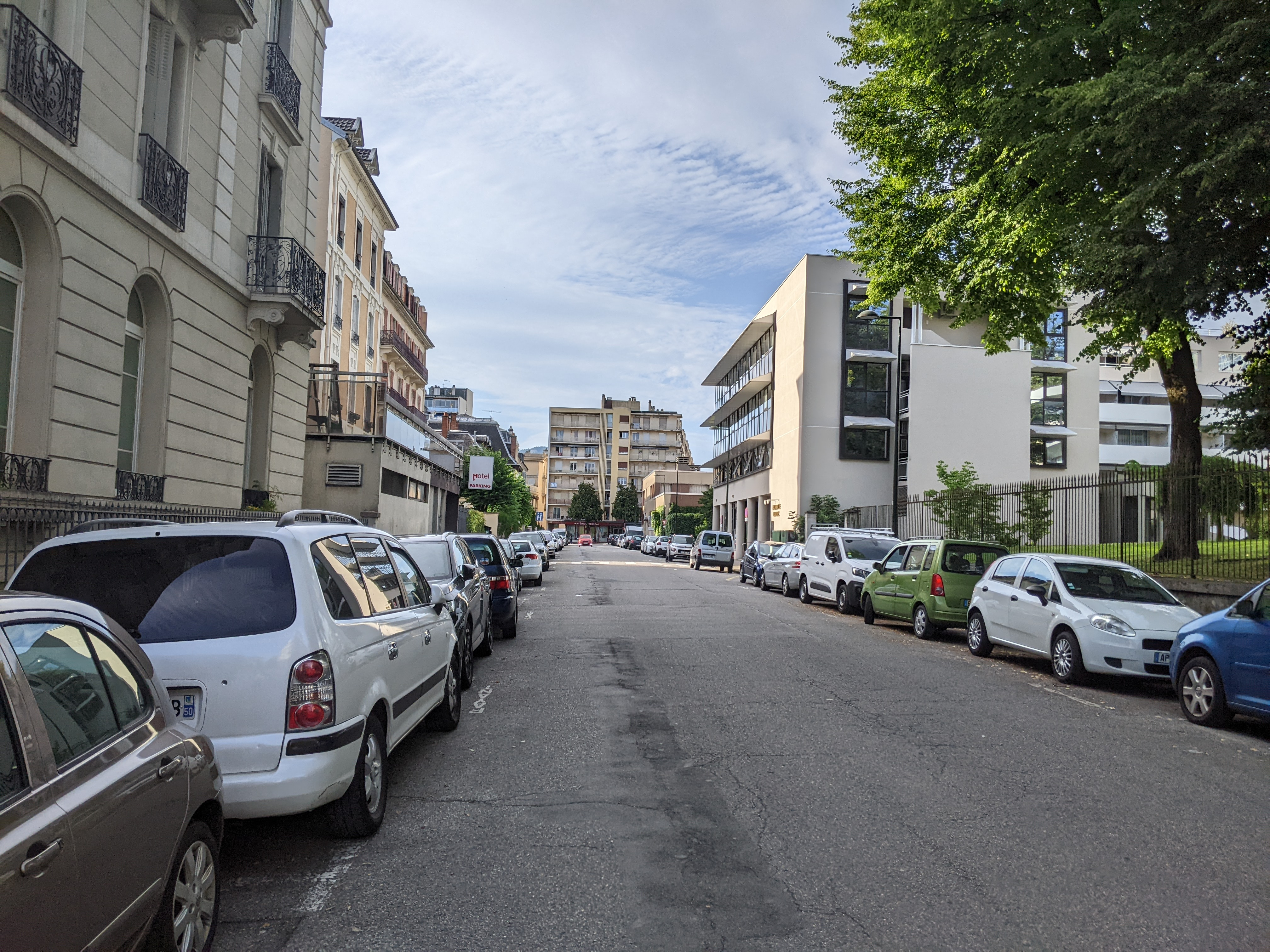
Avenue Marie de Solms a Aix-les-Bains

Accusata di infangare il nome dei Buonaparte, Marie Laetitia Bonaparte-Wyse venne infine condannata all'esilio nel febbraio 1853. Cercò di ribaltare la decisione prima spiegando le sue ragioni in una lunga lettera alla stampa, poi ricorrendo in appello presso la Corte del tribunale della Senna. Perse tuttavia il processo, e quindi si ritirò in Savoia presso Aix-les-Bains, aprendo un salotto presso lo Chalet de Solms, affacciato sul lago del Bourget.
Anche il suo periodo in Savoia fu caratterizzato da pettegolezzi e curiosità sulla sua persona, che venne paragonata a altre donne celebri del tempo come Madame de Staël. Fu centro di varie polemiche a mazzo stampa, in particolare dal giornalista del Figaro Alphonse Karr. A fronte di questi attacchi, nel 1857 il suo amico dai tempi del salotto parigino Eugène Sue scrisse un'opera a sua difesa, Une page de l’histoire de mes livres: Mme de Solms dans l’exil. La stessa Bonaparte-Wyse rispose alle critiche tramite la sua attività di scrittrice e drammaturga: allestì un teatro presso lo Chalet di Aix-les-Bains, mettendo scena opere di cui era regista e attrice. Inoltre fondò diverse riviste artistico-letterarie, a cominciare da Les Matinées d’Aix-les-Bains nel 1858, e successivamente il Journal du chalet e le Soirées d’Aix-les-Bains.
In questo periodo collaborò anche con varie riviste letterarie, scrivendo sotto vari pseudonimi: fra i più noti vi sono baron Stock, comte d’Albans, comte de Tresserve, Bernard Camille, Th. Bentzon, ma spesso utilizzò anche il cognome dei suoi mariti. Pubblicò sul giornale Le Constitutionel, fu autrice di cronache per il Pays e scrisse feuilletons per il Turf. Collaborò strettamente con vari autori, fra cui François Ponsard, Pierre Alexis Ponson du Terrail, Victor Hugo, Théodore de Banville e Charles Augustin de Sainte-Beuve. Nel 1854 pubblicò il suo primo libro, Nice ancienne et moderne, dedicato alla città di Nizza e al suo ambiente cosmopolita e transnazionale. Oltre alla scrittura si dedicò, anche se in misura minore, anche alla composizione musicale e alla pittura.
Durante il suo soggiorno in Savoia compì diversi viaggi a Torino, dove aprì un salotto presso l'hotel Feder, e iniziò a interessarsi alle vicende italiane: tenne corrispondenza con Daniele Manin e Vincenzo Gioberti e, da ammiratrice di Giuseppe Garibaldi, compose un poema dedicato a Vittorio Emanuele II per chiedere l'amnistia per i partecipanti alla battaglia dell'Aspromonte.

### Soggiorno in Italia

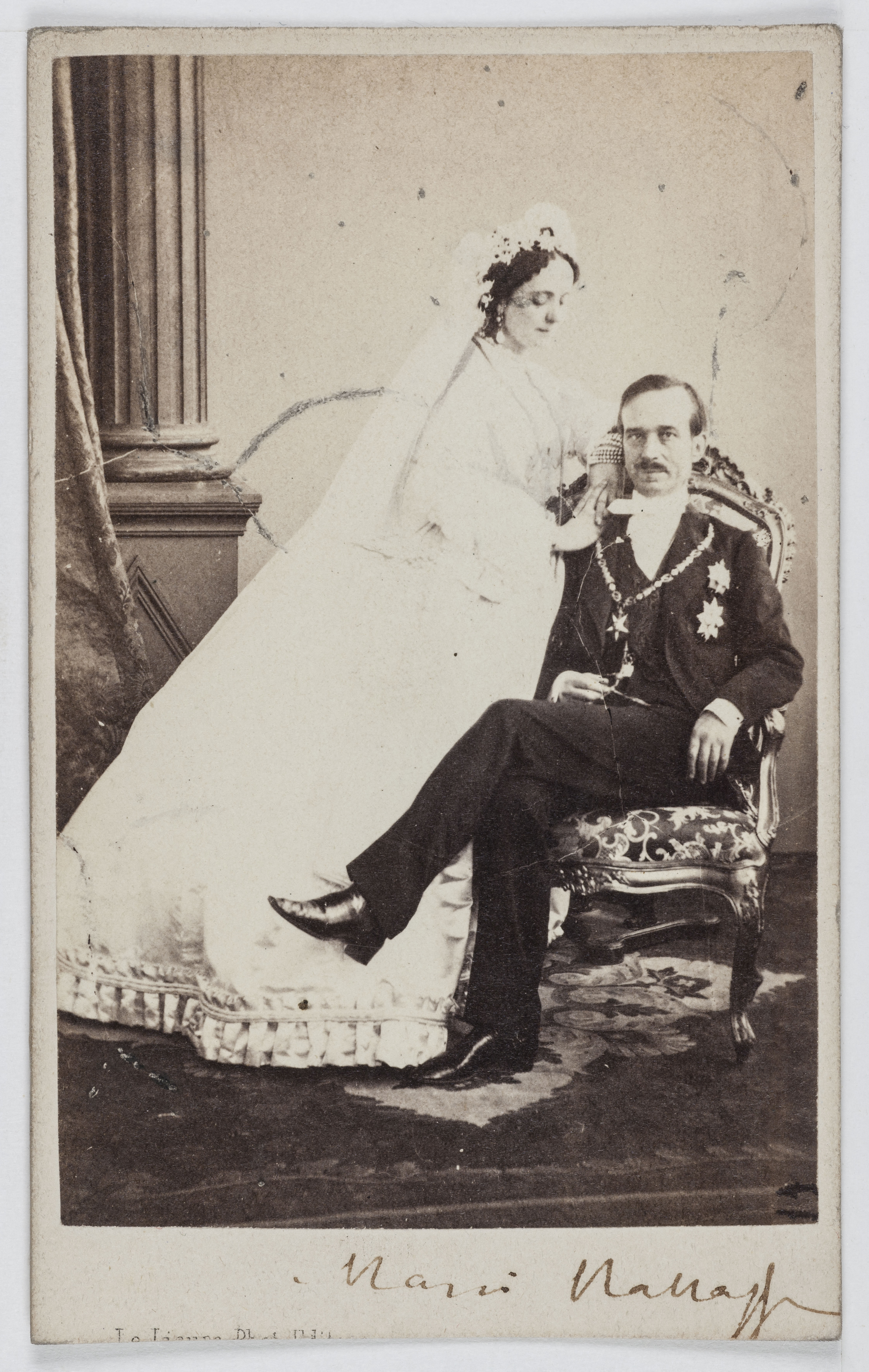
Fotografia di Marie Bonaparte-Wyse e Urbano Rattazzi, tra il 1860 e il 1873

In questo periodo Bonaparte-Wyse aveva una relazione con il ministro Urbano Rattazzi, e nel 1863, poche settimane dopo la morte del marito Frédéric Joseph de Solms i due convolarono a nozze. Inizialmente la coppia si stabilì in una villa estiva di Rattazzi tra Torino e il lago di Como, poi con lo spostamento della capitale del Regno d'Italia a Firenze i due vi si trasferirono. Anche in questo caso, la scelta di Bonaparte-Wyse di sposare Rattazzi subito dopo la morte del marito e il suo stile di vita lussuoso e trasgressivo attirarono critiche e polemiche, specialmente sui giornali umoristici Pasquino e La chiacchiera.
A Firenze, come già successo in Savoia, Bonaparte-Wyse aprì un suo salotto, che entrò immediatamente in competizione con quello di Emilia Peruzzi, sebbene molte fossero le differenze tra le due donne: la prima interessata a balli e spettacoli teatrali, la seconda alla discussione politica. In questi anni continuò ad essere regista e attrice delle sue rappresentazioni teatrali e fondò la rivista letteraria Les matinées italiennes. Revue anecdotique, artistique et littéraire, che si avvaleva di molti dei suoi precedenti collaboratori. Scrisse inoltre un resoconto su Firenze e il suo parlamento e, più avanti, una ricostruzione degli anni passati accanto a Rattazzi.
Il 21 gennaio 1871 nacque la figlia Isabella Roma, ma allo stesso tempo il matrimonio con Rattazzi cominciò a entrare in crisi. Dopo la morte di Napoleone III, Bonaparte-Wyse si recava spesso a Parigi per far valere i diritti di eredità del figlio Alexis, e ritornava solo raramente in Italia. A partire dal 1873, anno della morte di Rattazzi, si ristabilì definitivamente a Parigi.

### Attività in Francia, Spagna e Portogallo

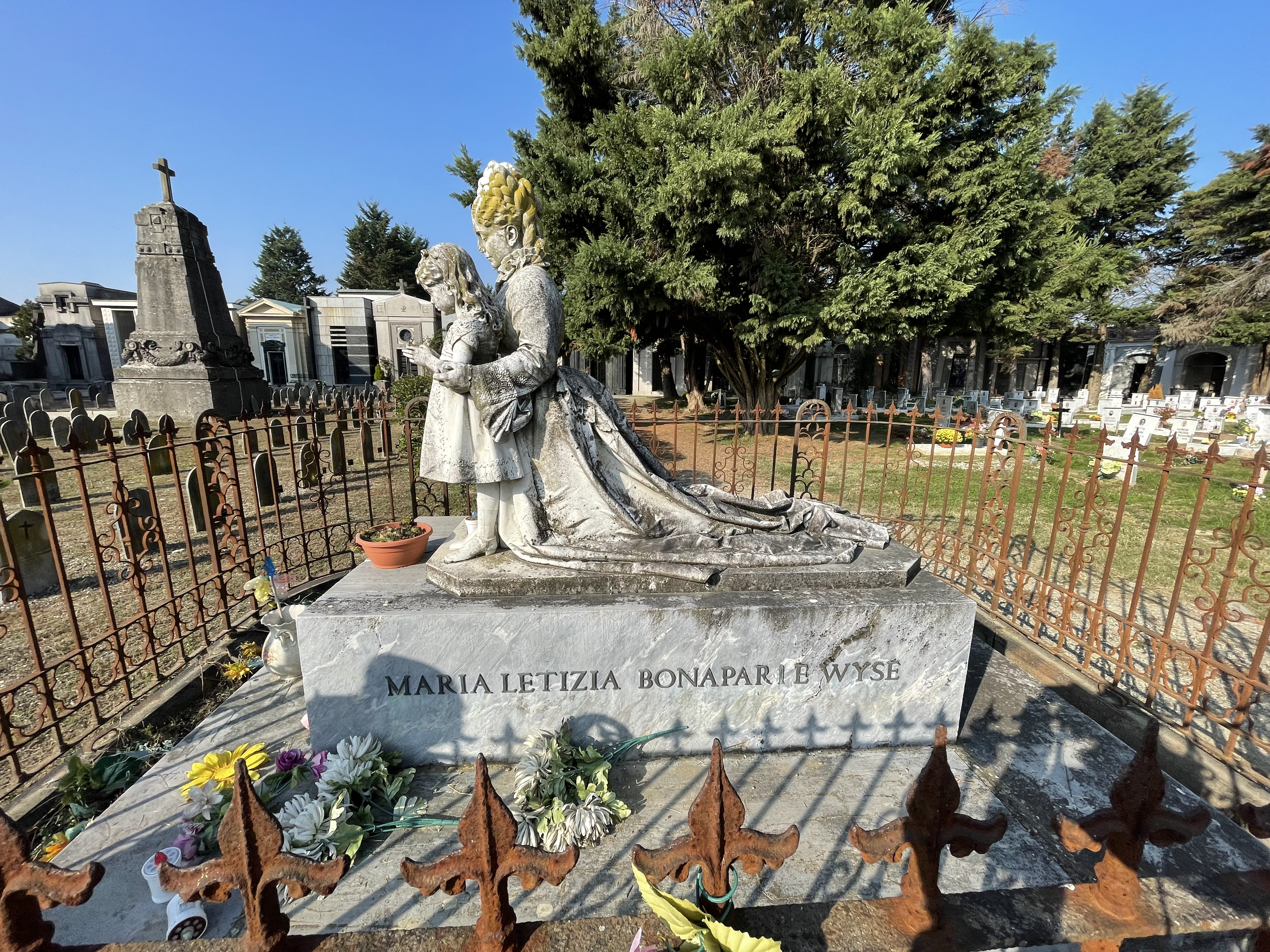
Memoriale di Urbano Rattazzi e Marie Laetitia Bonaparte-Wyse al Cimitero Urbano di Alessandria

Una volta rientrata in Francia Bonaparte-Wyse si dedicò all'attività di scrittrice, giornalista e traduttrice. Durante un viaggio in Spagna conobbe don Luis de Rute y Ginez, ufficiale del governo, con cui si sposò nel 1880.  Il legame con la Spagna è testimoniato anche dalla fondazione della rivista di attualità e letteratura Les matinées espagnoles, conosciuta come Nouvelle revue internationale européenne dal 1888 al 1920.  Tale rivista, pubblicata a Parigi e a Madrid, aveva lo scopo di incoraggiare lo scambio culturale fra Francia e Spagna, e fra le altre cose pubblicò la traduzione de El gran galeoto di José Echegaray y Eizaguirre e Le cousin Basile di Eça de Queiroz.
Con la morte del marito, avvenuta nel 1889, continuò a viaggiare tra Francia, Spagna e Portogallo, scrivendo articoli e storie brevi per la rivista Revue des deux mondes.  Nel dicembre del 1891 venne coinvolta in una controversia giudiziaria: a seguito del ferimento della sua dama di compagnia Charlotte Mortier Bouly de Lesdain e dell'amante Regis Delbeuf, segretario di redazione delle Matinées Espagnoles, ad opera del marito di lei barone Bouly de Lesdain, Bonaparte-Wyse venne infatti accusata di essere la mandante. Venne insinuato infatti che Bonaparte-Wyse avesse una relazione amorosa con Bouly de Lesdain, e che per gelosia riguardo la relazione con Delbeuf avesse spinto il barone Bouly ad aggredire la coppia. Nonostante Bonaparte-Wyse non si fosse presentata al processo e l'imputato fosse stato assolto, la vicenda diede adito a diversi commenti sul legame tra lesbismo e comportamenti criminali da parte di studiosi come Scipio Sighele e Cesare Lombroso. Morì a Parigi il 2 febbraio 1902 e venne sepolta a Aix-les-Bains.

## Produzione artistica
I libri e le opere teatrali di Bonaparte-Wyse hanno spesso un carattere di critica sociale e trattano di temi come la condizione delle donne e le pressioni dell'opinione pubblica a cui vengono sottoposte, la artificiosità di polemiche e scandali mondani, il ruolo del matrimonio come mezzo di scalata sociale. Nel periodo dei suoi viaggi in Spagna e Portogallo si occupò anche di temi d'attualità come lo schiavismo, il colonialismo, e la condizione femminile, in particolare nelle opere Maxime: récit des moeurs créoles, Les américaines chez elles e nei resoconti per la Revue des deux mondes.
Realizzò anche un album di caricature di alcune delle figure più importanti della politica italiana del tempo, come Bettino Ricasoli, Antonio Mordini, Emilio Visconti Venosta, e Camillo Benso, conte di Cavour. Tali caricature erano ispirate allo stile di Honoré Daumier, conosciuto a Parigi, raffiguranti figure sproporzionate, con teste grandi e corpi esili.

## Opere
- Nice ancienne et moderne, 1854
- Comtesse Eguor au Lac du Bourget, 1857
- Madame Émile de Girardin, sa vie et ses oeuvres, 1857
- Quelques lettres inédites, 1857
- Eugène Sue photographié par lui-même: fragments de correspondance non interrompue de 1853 au 1er août 1857 avant-veille de sa mort, précédés de détails sur sa vie et ses œuvres, 1858
- Les femmes de 1793, 1858
- Manin, essai biographique, 1858
- Fleurs d’Italie, poésies et légendes, 1859
- La dupinade, 1859
- Chants de l’exilée, 1859
- La réputation d’une femme, 1862
- Mademoiselle Million, 1863
- Le piège aux maris, 1865
- Les débuts de la forgeronne, 1866
- La mexicaine, 1866
- Les mariages de la créole, 1866
- L’aventurière des colonies, 1867
- La chanteuse (libro I e libro II), 1867
- Luise de Kelmer, 1868
- Nice la belle, 1870 circa
- Cara patria. Echos italiens, 1873
- Maxime: récit des moeurs créoles, 1874
- L’ombre de la mort: le roman d’Aline, 1875
- L’Espagne modern, 1879
- Le Portugal à vol d’oiseau. Portugais et portugaises, 1880
- La belle juive, épisode du siège de Jérusalem, 1882
- Énigme sans clef, 1894
- Les américaines chez elles, 1895
- Lettres d’une voyageuse, 1897
- La grand-mère, 1899
- La fin d’une ambassadrice, 1900
- Dernière folie, 1902
- Urbain Rattazzi par un témoin des dix dernières années de sa vie, 1902

## Ascendenza
|                                                     |                        |                            | Genitori                          |  |  | Nonni |  |  | Bisnonni |  |  | Trisnonni |  |
|                                                     |                        |                            |                                   |  |  |       |  |  | …        |  |  | …         |  |
|                                                     |                        |                            |                                   |  |  |       |  |  | …        |  |  | …         |  |
|                                                     |                        | …                          |                                   |  |  |       |  |  | …        |  |  |           |  |
| …                                                   |                        |                            |                                   |  |  |       |  |  | …        |  |  |           |  |
|                                                     |                        | …                          | …                                 |  |  |       |  |  |          |  |  |           |  |
|                                                     |                        | …                          | …                                 |  |  |       |  |  |          |  |  |           |  |
|                                                     |                        | …                          | …                                 |  |  |       |  |  |          |  |  |           |  |
| Studholme John Hodgson                              |                        | …                          |                                   |  |  |       |  |  |          |  |  |           |  |
|                                                     |                        | …                          | …                                 |  |  |       |  |  |          |  |  |           |  |
|                                                     |                        | …                          | …                                 |  |  |       |  |  |          |  |  |           |  |
|                                                     |                        | …                          | …                                 |  |  |       |  |  |          |  |  |           |  |
| …                                                   |                        | …                          |                                   |  |  |       |  |  |          |  |  |           |  |
|                                                     |                        | …                          | …                                 |  |  |       |  |  |          |  |  |           |  |
|                                                     |                        | …                          | …                                 |  |  |       |  |  |          |  |  |           |  |
|                                                     |                        | …                          | …                                 |  |  |       |  |  |          |  |  |           |  |
| Marie Laetitia Bonaparte-Wyse                       |                        | …                          |                                   |  |  |       |  |  |          |  |  |           |  |
|                                                     | Carlo Maria Buonaparte | Giuseppe Maria Buonaparte  |                                   |  |  |       |  |  |          |  |  |           |  |
|                                                     | Carlo Maria Buonaparte | Giuseppe Maria Buonaparte  |                                   |  |  |       |  |  |          |  |  |           |  |
|                                                     | Carlo Maria Buonaparte | Maria Saveria Paravicini   |                                   |  |  |       |  |  |          |  |  |           |  |
| Luciano Bonaparte, I principe di Canino e Musignano | Carlo Maria Buonaparte |                            |                                   |  |  |       |  |  |          |  |  |           |  |
|                                                     |                        | Maria Letizia Ramolino     | Giovanni Geronimo Ramolino        |  |  |       |  |  |          |  |  |           |  |
|                                                     |                        | Maria Letizia Ramolino     | Giovanni Geronimo Ramolino        |  |  |       |  |  |          |  |  |           |  |
|                                                     |                        | Maria Letizia Ramolino     | Angela Maria Pietrasanta          |  |  |       |  |  |          |  |  |           |  |
| Letitia Christine Bonaparte                         |                        | Maria Letizia Ramolino     |                                   |  |  |       |  |  |          |  |  |           |  |
|                                                     |                        | Charles Jacob de Bleschamp | Nicolas Jacob de Bleschamp        |  |  |       |  |  |          |  |  |           |  |
|                                                     |                        | Charles Jacob de Bleschamp | Nicolas Jacob de Bleschamp        |  |  |       |  |  |          |  |  |           |  |
|                                                     |                        | Charles Jacob de Bleschamp | Marguerite Dehorgue               |  |  |       |  |  |          |  |  |           |  |
| Alexandrine de Bleschamp                            |                        | Charles Jacob de Bleschamp |                                   |  |  |       |  |  |          |  |  |           |  |
|                                                     |                        | Philiberte Bouvet          | Jean-Charles Bouvet               |  |  |       |  |  |          |  |  |           |  |
|                                                     |                        | Philiberte Bouvet          | Jean-Charles Bouvet               |  |  |       |  |  |          |  |  |           |  |
|                                                     |                        | Philiberte Bouvet          | Marie Gasparde Grimod de Verneuil |  |  |       |  |  |          |  |  |           |  |
|                                                     |                        | Philiberte Bouvet          |                                   |  |  |       |  |  |          |  |  |           |  |